# Carl Harild
Carl Valdemar Hansen-Harild, kendt som Carl Harild (25. september 1868 i København – 15. marts 1932 sammesteds) var en dansk arkitekt, der bl.a. arbejdede for Carlsberg. Han var også palæforvalter og statsinventarieinspektør.

## Uddannelse
Carl Harilds forældre var murersvend Carl Christian Hansen og Cathinca Christiane Jensen. Han tog senere navneskift fra Hansen 15. april 1886. Han blev samme år murersvend og gik dernæst først på Teknisk Skole og derefter på Kunstakademiet fra 1888 indtil 1896. Harild var ansat hos Hans J. Holm og Vilhelm Friederichsen og medarbejder hos Hack Kampmann, bl.a. som konduktør ved Toldboden, Århus Teater og Ny Carlsberg Glyptotek.
Kampmann skulle få størst indflydelse på Harilds linje i arkitekturen, og lige som sin læremester bevægede Harild sig fra nybarok og nationalromantik (Egelund Slot) og til nyklassicismen, der bedst kommer til udtryk i de karske og funktionelle huse for Carlsberg.

## Karriere
Harild var ansat ved Den kgl. Civilliste med kgl. bestalling som arkitekt og statsinventarieinspektør fra 1906. Han var arkitekt for Glyptoteket og Carlsberg fra 1919, palæforvalter ved palæerne på Amalienborg og Det Gule Palæ fra 1921, medlem af Akademisk Arkitektforenings bestyrelse 1917-1919, opmand i Murerlaugets voldgiftsret 1922-27 samt medlem af Akademiraadet 1924-1926. Han var Ridder af Dannebrog og af flere andre ordener og medlem af Børnehjælpsdagens bestyrelse.
Han fik Akademiets stipendium 1906, vandt Eckersberg Medaillen 1918 og fik Bissens Præmie for arbejder for Carlsberg Bryggerierne 1930. Han rejste i Tyskland, Italien og Grækenland 1906, var i Italien flere gange senere og i Spanien og Marokko 1927.
Harild udstillede på Charlottenborg Forårsudstilling 1900, 1902, 1906, 1918, 1921 og 1927-28, på Landsudstillingen i Århus 1909, på Kunstnernes Efterårsudstilling 1909, på Dänischer Ausstellung, Kgl. Kunstgewerbemuseum, Berlin 1910-11, på Dansk Arkitektur, dekorativ Kunst og Kunsthaandværk, Liljevalchs, Stockholm 1918 og på Bygge- og Boligudstillingen i Forum 1929.
Carl Harild giftede sig 7. maj 1896 i København med Elna Margrethe Christine Hansen (3. december 1868 i København – 18. marts 1961), datter af malermester Lars Christen Hansen og Johanne Margrethe Clara Heidkampf. Hans urne findes på Frederiksberg Ældre Kirkegård.

## Værker
- Pigeskole i Aarhus (1902) nu Århus Købmandsskole, Vester Allé 8 (tidligere Christiansgade 2)
- Randers Teater (1905, schalburgteret og nedrevet 1945)
- Klubben Harmoniens bygning, Randers
- Humlebæk Skole (1907)
- Kronprinsesse Louises Asyl, Humlebæk (1907 og nedrevet 1967)
- Esrom Kro (1907-08)
- Hirtshals Kirke (1908, senere udvidet og ombygget)
- Morild Kirke (1909)
- Grønholt Skole (1912, i dag præstegård)
- Krystalisværket, Finsensvej 9, Frederiksberg (1913-14, nedrevet 1967)
- Christianshavn, Christian Sogns Menighedshus, Stanleys Gård (Ombygning), Overgaden Oven Vandet 6 (1916)
- Egelund Slot ved Fredensborg for enkedronning Louise, nu kursusejendom for Dansk Arbejdsgiverforening (1917, Eckersberg Medaillen)
- Post- og telegrafbygning i Randers (1924-25, sammen med Hans Jørgen Kampmann)
- Posthusene i Aså, Fjerritslev og Åbybro
- Kontorer og bibliotek på Glyptoteket (efter Hack Kampmanns død 1920)
- Villa, Fabritius Allé 14, Klampenborg (1929, præmieret af Gentofte Kommune)
- Tilbygning til Knud Højgaards villa, Lemchesvej 19, Hellerup (1930)[1]
- Villa Nympha for Carlsberg-direktør Helge Jacobsen, Fredheimvej 9, Vedbæk (1930-31, ombygget)
- Egen sommervilla, Harildsted, Kystvej 12, Humlebæk (nedrevet omkr. 1960)

På Carlsberg:
- Indleveringshallen med flaskelager (1920)
- Mineralvandsfabrikken 1920-27)
- Kraftværket med vandtårn og, nu fjernet, obelisk (1923-29, fredet 2009)
- Kedelhuset (1925-26, fredet 2009)
- Staldene (fra 1926)
- Garager, folkebygning, udvidelse af kontorbygning mm.